# CZ Весов
CZ Весов (лат. CZ Librae) — одиночная переменная звезда в созвездии Весов на расстоянии (вычисленном из значения параллакса) приблизительно 18150 световых лет (около 5565 парсеков) от Солнца. Видимая звёздная величина звезды — от +15,2m до +14,2m.

## Характеристики
CZ Весов — пульсирующая переменная звезда типа RR Лиры (RR).